# Tilletiaria anomala
Tilletiaria anomala är en svampart som beskrevs av Bandoni & B.N. Johri 1972. Tilletiaria anomala ingår i släktet Tilletiaria och familjen Tilletiariaceae.   Inga underarter finns listade i Catalogue of Life.